# Hervé Télémaque

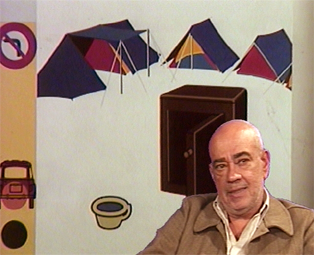
Hervé Télémaque (1995)

Hervé Télémaque (* 5. November 1937 in Port-au-Prince, Haiti; † 10. November 2022 in Paris) war ein französischer Maler und Grafiker haitianischer Abstammung. Er lebte und arbeitete in Paris und war ein wichtiger Vertreter der zeitgenössischen künstlerischen Avantgarde in Frankreich, vor allem der 1960er- und 1970er-Jahre.

## Leben und Werk
Hervé Télémaque verließ im Jahr 1957 Haiti und studierte bis 1960 an der Art Students League in New York City bei Julian Levi. Während seines Aufenthalts in den USA war er unter dem künstlerischen Einfluss des damals vorherrschenden Abstrakten Expressionismus und des Surrealismus, wie er neu von den amerikanischen Künstlern entwickelt wurde, vor allem von Arshile Gorky.
Seine Kunst entwickelte sich aber in die Richtung der Grundsätze der Pop-Art und ließ ihn seinen eigenen künstlerischen Weg beschreiten. Schon im Jahr 1959 war seine Malerei von eigener Stilrichtung und Ausdruckskraft.
Im Jahr 1961 ging Télémaque nach Paris, wo er bis zuletzt lebte und arbeitete. Er war einer der ersten Künstler der figurativen Pop-Art in Frankreich. Neben seiner Malerei arbeitete er auch mit Collagen und Montagen, die er vorwiegend mit farbigem Papier fertigte.
Anfang der 1960er-Jahre bekam seine Kunst internationale Aufmerksamkeit. Seine Arbeiten wurden auf wichtigen internationalen Ausstellungen gezeigt. Im Jahr 1964 war er auf der XXXII. Biennale von Venedig und der documenta III in Kassel in der Abteilung „Aspekte 1964“ vertreten. Im Jahr 1968 wurde er ein zweites Mal auf eine documenta, auf die 4. documenta mit seiner Malerei als Teilnehmer eingeladen.

## Wichtige Ausstellungen (Auswahl)
- 1964: Biennale von Venedig; documenta III, Kassel; Mythologies quotidiennes, im Musée d’art moderne de la Ville de Paris
- 1968: 4. documenta, Kassel; Biennale von Venedig
- 1972: Ausstellung Douze ans d'art contemporain, Paris.
- 1976: Retrospektive im ARC Musée d'art moderne, Paris.
- 1980: Recherche Art et industrie Renault
- 1995: Retrospektive in der Fondation Electra, Paris.
- 1998: Centre d'art in Tanlay
- 2001: Paris, Galerie Louis Carré & CieTrottoirs d'Afrique.
- 2005: Paris, Musée de la Poste, „Hervé Télémaque. Du coq à l'âne“ (Retrospektive)
- 2006: Paris, Grand Palais, „La Force de l’art“
- 2006: Paris, Galeries nationales du Grand Palais, „Il était une fois Walt Disney. Aux sources de l’art des studios Disney“
- 2008: Paris, Galeries nationales du Grand Palais, „Figuration narrative. Paris, 1960–1972“
- 2015: Paris, Centre Pompidou, 25. Februar bis 18. Mai 2015